# Anson County
Anson County är ett administrativt område i delstaten North Carolina, USA. År 2010 hade countyt 26 948 invånare. Den administrativa huvudorten (county seat) är Wadesboro.

## Geografi
Enligt United States Census Bureau har countyt en total area på 1 391 km². 1 375 km² av den arean är land och 16 km² är vatten.

### Angränsande countyn
- Stanly County, North Carolina - nord
- Richmond County, North Carolina - öst
- Marlboro County, South Carolina - sydost
- Chesterfield County, South Carolina - syd
- Union County, North Carolina - väst

### Orter
- Ansonville
- Lilesville
- McFarlan
- Morven
- Peachland
- Polkton
- Wadesboro (huvudort)